# Pleisdorf
Pleisdorf ist ein Gemeindeteil der Stadt Windischeschenbach im Oberpfälzer Landkreis Neustadt an der Waldnaab in Bayern.

## Geografie
Der Weiler liegt nördlich von Windischeschenbach. Am südlichen Ortsrand fließt die Fichtelnaab, ein 42 km langer rechter Quellfluss der Naab. Die B 299 verläuft nördlich, die A 93 östlich.